# Camptoneuromyia virginica
Camptoneuromyia virginica är en tvåvingeart som först beskrevs av Ephraim Porter Felt 1907.  Camptoneuromyia virginica ingår i släktet Camptoneuromyia och familjen gallmyggor. Inga underarter finns listade i Catalogue of Life.